# NGC 6725
NGC 6725 (другие обозначения — PGC 62692, ESO 183-36, AM 1857-535) — линзообразная галактика (S0) в созвездии Телескоп.
Этот объект входит в число перечисленных в оригинальной редакции «Нового общего каталога».